# Nick Gage
Nick Gage, pseudonimo di Nicholas William Wilson (22 settembre 1980), è un wrestler statunitense.
È conosciuto soprattutto come lottatore estremo specializzato nell'hardcore wrestling.
La fama di Gage come "antieroe" nel circuito indipendente statunitense e di specialista in cruenti deathmatch lo ha portato ad essere il soggetto di una puntata della terza stagione della docuserie Dark Side of the Ring nel 2021. Il giornalista John Pollock del POST Wrestling lo ha definito "una figura di culto" nel wrestling professionistico.
È l'unico wrestler ad avere vinto tutti e tre i principali tornei deathmatch: Tournament of Death, King of the Deathmatch e Tournament of Survival.

### Combat Zone Wrestling (1999–2010)

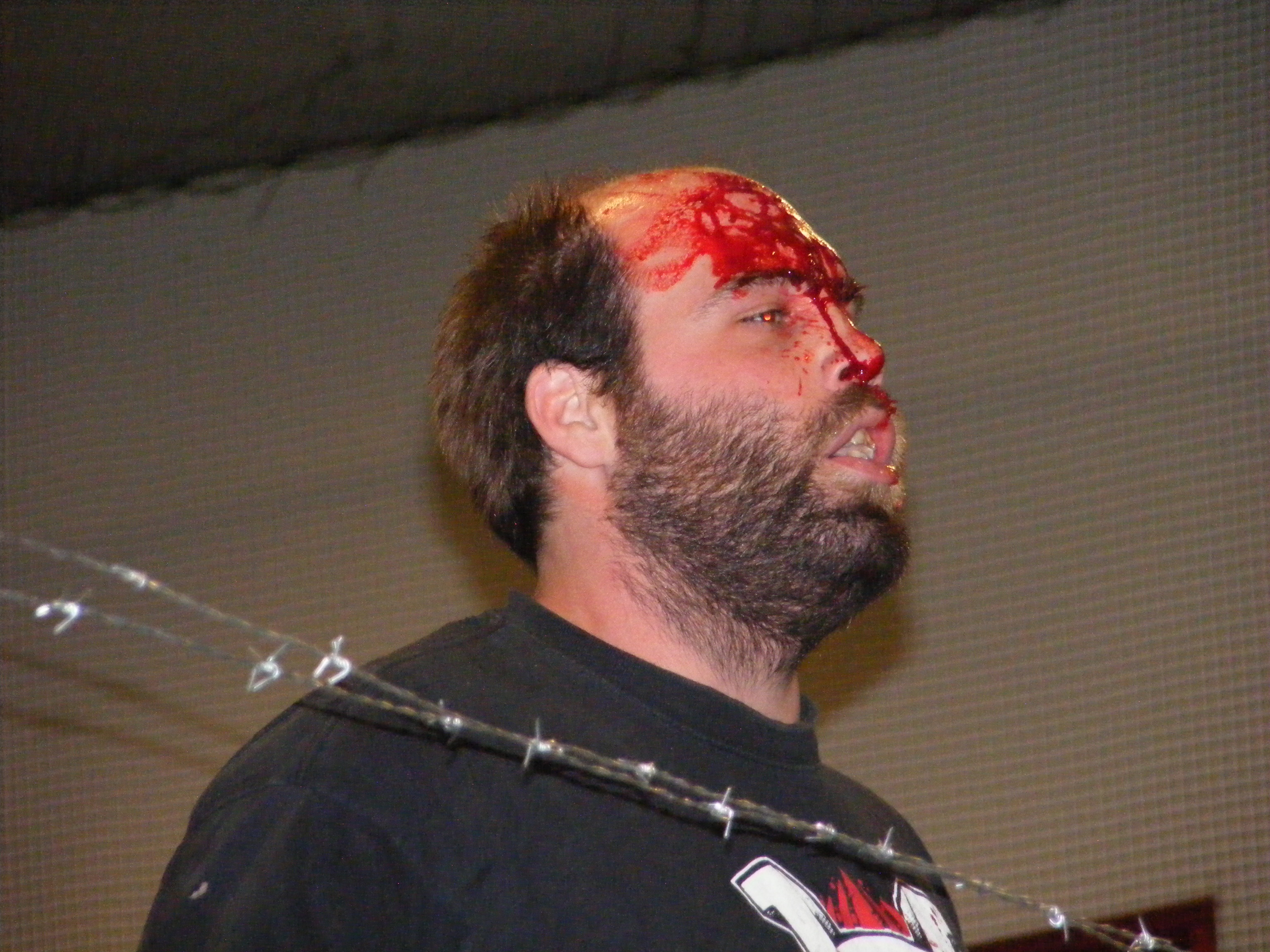
Gage sanguinante durante un match

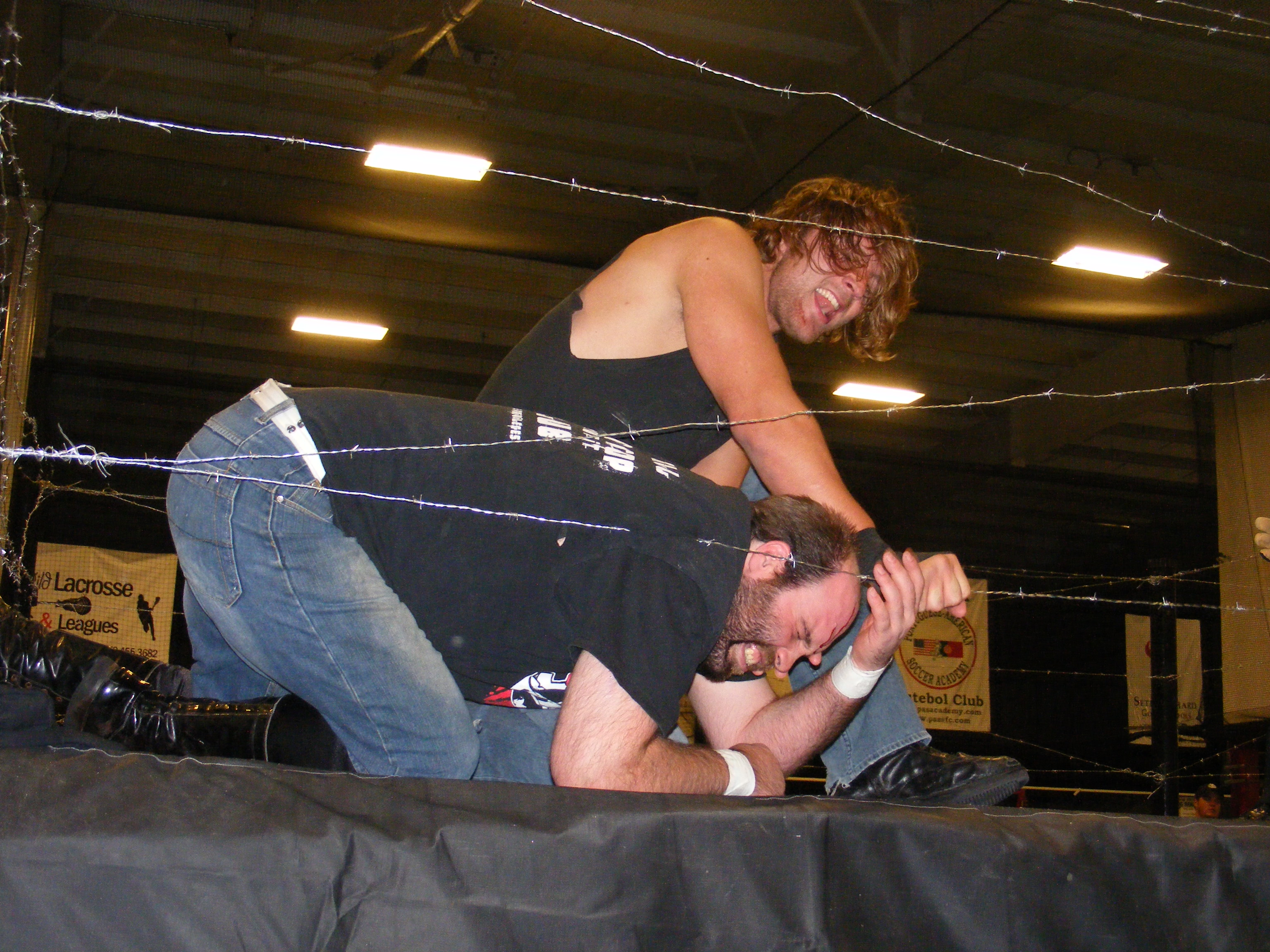
Gage combatte contro Jon Moxley nel 2010

## Carriera

### Circuito independente (2007–presente)
Dopo il suo ritorno al wrestling professionistico nel dicembre 2007, Gage tornò a lottare nella Independent Wrestling Association Mid-South in occasione del 2008 King of the Deathmatch. Insieme a Danny Havoc, sconfisse l'ex fotografo, Whacks, al primo round nel Light Tubes & Ladders Match. La sera successiva, Gage sconfisse Freakshow in un Taped Fist Texas Death Match, ma fu poi sconfitto da Devon Moore, il suo rivale nella CZW all'epoca, nel terzo round Pyramids of Pain Death Match, che vedeva la partecipazione di Moore, Gage & "Diehard" Dustin Lee.
Meno di un anno dopo, fu sconfitto al primo round nel 2009 King of the Deathmatches da Thumbtack Jack nel corso di un Deep Six Death Match.
Lottò anche in due Carnage Cup consecutive. A Carnage Cup 2008, sconfisse Devon Moore in un Fans Bring The Weapons Match nel primo round, per poi battere anche Prophet in un Ultraviolent Boards Match. Tuttavia, Nick Gage fu sconfitto in finale da Danny Havoc, nel corso di un 4-Way 200 Light Tubes Death Match che vedeva coinvolti anche Freakshow e Corey Shaddix.
A Carnage Cup 2009, Gage sconfisse Insane Lane e Freakshow al primo round, avanzando al secondo turno, venendo poi sconfitto da Thumbtack Jack, ancora una volta, nel corso di un Ultraviolent Boards & Thumbtack Cinderblocks Death Match.

### Ritorno in CZW (2014–2015)
Durante il Tournament of Death 13 del 2014, D. J. Hyde annunciò che Nick Gage sarebbe tornato nella compagnia e sarebbe stato il primo partecipante al Tournament of Death 14. Il 18 ottobre 2014 Matt Tremont sfidò Gage a un match quando egli sarebbe uscito di prigione.
Gage tornò sul ring all'evento Proving Grounds 2015 contro Drew Gulak. A Tournament of Death 14 Gage fu sconfitto da Conor Claxton al primo round.

### Game Changer Wrestling (2017–presente)
Il 3 giugno 2017 Nick Gage vinse il Game Changer Wrestling (GCW) Tournament of Survival 2, sconfiggendo Matt Tremont in finale, in quello che sarebbe stato il primo match di una trilogia tra i due. Il 16 settembre 2017 Tremont sconfisse Gage a Nick Gage Invitational II, ma fu sconfitto nel terzo ed ultimo incontro a Ready To Die il 16 dicembre 2017.
Il 5 aprile 2019 Nick Gage sconfisse Shinjiro Otani all'evento GCW Joey Janela's Spring Break 3 Part 1. Il 6 aprile sconfisse UltraMantis Black in un Deathmatch a tema natalizio. Al termine del match, Maxwell Jacob Friedman (MJF) interferì attaccando Gage.
Durante il periodo titolato, Gage divenne il campione GCW Heavyweight dal regno più lungo con un record di 722 giorni, che terminò l'8 dicembre 2019 per mano di AJ Gray. All'evento Spring Break nell'aprile 2021, Gage sconfisse Rickey Shane Page conquistando il GCW World Championship per la seconda volta, rendendolo l'unico lottatore a detenere la cintura più di una volta. Il 24 luglio 2021 la perse contro Matt Cardona a GCW Homecoming.
Nel gennaio 2022 Gage e Matt Tremont sconfissero The Briscoes nel main event di The WRLD On GCW vincendo i titoli GCW Tag Team Championship. Il 13 agosto 2022 i Briscoes si ripresero le cinture Tag Team.
Allo evento GCW's Fight Club dell'8 ottobre, Gage conquistò il GCW World Championship per la terza volta sconfiggendo Jon Moxley in un Title vs. Career match.

### All Elite Wrestling (2021)
Nella puntata del 29 luglio di AEW Dynamite, MJF annunciò che Gage avrebbe preso parte al ppv Fight For The Fallen lottando contro Chris Jericho in un No Disqualifications match. All'evento, Gage viene sconfitto da Jericho, che lottò come "The Painmaker", nome da lui utilizzato nella NJPW.

## Vita privata
Wilson crebbe a National Park, nella contea di Gloucester in New Jersey. Da bambino idolatrava Lawrence Taylor. Cominciò ad allenarsi come lottatore professionista insieme a suo fratello Chris.
Nel corso di un'intervista del 2010 dichiarò di essere stato dipendente dall'ossicodone e da altri antidolorifici per almeno 10 anni. All'epoca della rapina in banca del 2010, Wilson era un senzatetto, essendo stato cacciato dalla casa dove viveva insieme alla fidanzata e alla madre di lei.
Suo fratello Justice Pain era anche lui un wrestler e lottava nella CZW. Pain morì il 24 gennaio 2020, dopo essere saltato giù da un ponte mentre era inseguito dalla polizia.

## Controversie legali

### Arresto del 2005
Wilson venne arrestato nel 2005 per possesso di merce rubata. Egli si dichiarò colpevole, e pagò una multa di 250 dollari più le spese del processo.

### Rapina in banca e carcere
Il 30 dicembre 2010, le autorità di polizia del New Jersey annunciarono che Wilson era ricercato per avere rapinato una filiale della PNC Bank a Collingswood, il 22 dicembre. Durante la rapina, Wilson consegnò un biglietto intimidatorio a un'impiegata della banca chiedendo soldi e riuscì ad ottenere approssimativamente 3,000 dollari. Successivamente, insieme alla sua ragazza se ne andò ad Atlantic City a giocare d'azzardo. Wilson si arrese alla polizia il 31 dicembre 2010. Il 15 marzo 2011 si dichiarò colpevole e il 29 aprile fu condannato a cinque anni di prigione. La sua ammissione di colpa era parte di un accordo per ottenere una sentenza mite. Uscì in libertà condizionata nell'aprile 2015 ma violò i termino della stessa e tornò in carcere. Venne nuovamente scarcerato nel novembre 2016.

## Titoli e riconoscimenti
- Absolute Intense Wrestling
  - AIW Absolute Championship (1)[20]
- Big Japan Pro Wrestling
  - BJW Tag Team Championship (1) – con Zandig[21]
- Combat Zone Wrestling
  - CZW World Heavyweight Championship (4)[22]
  - CZW Iron Man Championship (2)[23]
  - CZW World Tag Team Championship (4)[24] – con Zandig (1), Nate Hatred (2) e Justice Pain (1)
  - CZW Ultraviolent Underground Championship (2)[25]
  - CZW Interpromotional Hardcore Championship (1)[26]
  - Tournament of Death V (2006)[27]
  - CZW Hall of Fame (2009)[13]
- Game Changer Wrestling
  - GCW World Championship (3)[28]
  - GCW Tag Team Championship (1) - con Matt Tremont[29]
  - Tournament of Survival II (2017)[30]
  - Nick Gage Invitational Ultraviolent Tournament 4 (2019)[31]
- Horror Slam Wrestling
  - Horror Slam Deathmatch Championship (1)[32]
- IPW Hardcore Wrestling
  - IPW Tag Team Championship (1) - con Justice Pain[33]
- Independent Wrestling Association Mid-South
  - IWA Mid-South Heavyweight Championship (1)[34]
  - IWA Mid-South Strong Style Championship (1)[35]
  - IWA Mid-South King of the Deathmatch (2018)[36]
- Insane Championship Wrestling
  - ICW Heavyweight Championship (1)[37]
- Jersey All Pro Wrestling
  - JAPW Tag Team Championship (1) – con Necro Butcher[38]
- On Point Wrestling
  - OPW Heavyweight Championship (1)[39]
- Pro Wrestling Illustrated
  - Independent Wrestler of the Year (2021)[40]
  - 61º classificato nella lista dei migliori 500 wrestler nei PWI 500 del 2021[41]
- Sports Illustrated
  - 10º classificato nella lista "Top 10 Male Wrestlers of 2019"